# Lezéville
Lezéville település Franciaországban, Haute-Marne megyében. Lakosainak száma 108 fő (2022. január 1.). Lezéville Cirfontaines-en-Ornois, Échenay, Germay, Gillaumé, Thonnance-les-Moulins, Chassey-Beaupré, Dainville-Bertheléville és Grand községekkel határos.

## Népesség
A település népességének változása:
| Lakosok száma | 85   | 162  | 127  | 115  | 109  | 117  | 125  | 121  | 117  | 108  |
|               | 1968 | 1982 | 1990 | 2006 | 2013 | 2015 | 2017 | 2019 | 2020 | 2022 |